# Paul Bulss
Paul Bulss, född den 19 december 1847, död den 19 mars 1902, var en tysk sångare.
Bulss, som var elev till Gustav Engel och Giovanni Battista Lamperti, var engagerad i Lübeck, Köln, Kassel, Dresden (1876-89) och slutligen vid hovoperan i Berlin, där han var mycket uppburen i barytonpartier. I Stockholm konserterade han 1896, men "gjorde", enligt Nordisk Familjebok, "föga lycka med sitt maniererade föredrag, ehuru rösten ännu var glansfull."